# Mud (filme)
Mud (prt: Fuga; bra: Amor Bandido) é um filme de drama estadounidense de 2012 realizado por Jeff Nichols e com a participação de Tye Sheridan, Jacob Lofland, Matthew McConaughey e Reese Witherspoon.
Sheridan e Lofland interpretam um par de adolescentes que encontram Mud (McConaughey), um fugitivo escondido em uma pequena ilha, e concordam em ajudá-lo a fugir de seus perseguidores.[carece de fontes?]

## Elenco
- Matthew McConaughey como Mud
- Reese Witherspoon como Juniper
- Tye Sheridan como Ellis
- Jacob Lofland como Neckbone
- Sam Shepard como Tom Blankenship
- Ray McKinnon como Senior
- Sarah Paulson como Mary Lee
- Michael Shannon como Galen
- Joe Don Baker como Rei
- Paul Sparks como Carver
- Bonnie Sturdivant como May Pearl
- Stuart Greer como Miller

## Recepção
Mud recebeu críticas positivas dos críticos. No Rotten Tomatoes, o filme tem uma taxa de aprovação de 98% com base em 171 avaliações, com uma média de 8/10. O consenso crítico do site é: "Amparado por uma forte atuação de Matthew McConaughey no papel-título, Mud oferece um drama sulista envolvente que consegue permanecer doce e comovente sem ser meloso." No Metacritic, o filme tem uma pontuação de 76 em 100 com base em 35 críticos, indicando "críticas geralmente favoráveis".